# Ellen Muth
Ellen Muth (ur. 6 marca 1981 w Milford) – amerykańska aktorka filmowa i telewizyjna, znana najlepiej z roli George Lass w serialu Dead Like Me.
W 2004 roku była członkiem Mensy i Intertelu, dwóch stowarzyszeń dla osób uzdolnionych intelektualnie.

## Filmografia
- 2013: Hannibal jako Georgia Madchen
- 2009: Dead Like Me: Life After Death jako Georgia ‘George’ Lass
- 2003-2004: Trup jak ja (Dead Like Me) jako Georgia ‘George’ Lass
- 2002: Wielki pożar (Superfire) jako Jill Perkins
- 2002: Two Against Time jako Emma Portman
- 2001: Gentleman’s Game, A jako Mollie Kilduff
- 2001: Rain (IV)
- 2000: Prawda o Jane (Truth About Jane, The) jako Jane
- 2000: Normal, Ohio jako Dana Le Tour
- 2000: Zabić Miłość (Cora Unashamed) jako Jessie Studevant
- 2000: Patrol (Beat, The) jako Jacqueline Hutchinson (gościnnie)
- 1999: Young Girl and the Monsoon, The jako Constance
- 1999: Prawo i bezprawie (Law & Order: Special Victims Unit) jako Elaine Harrington (2000) (gościnnie)
- 1998: Tylko miłość (Only Love) jako Rachel
- 1995: Dolores (Dolores Claiborne) jako młoda Selena
- 1990: Prawo i porządek (Law & Order) jako Adele Green (1997) (gościnnie)